# Ferroselit
Ferroselit ist ein selten vorkommendes Mineral aus der Mineralklasse der „Sulfide und Sulfosalze“ mit der chemischen Zusammensetzung FeSe2 und damit chemisch gesehen Eisendiselenid. Als enge Verwandte der Sulfide werden die Selenide in dieselbe Klasse eingeordnet.
Ferroselit kristallisiert im orthorhombischen Kristallsystem und entwickelt dünne, prismatische Kristalle bis etwa einen Millimeter Länge sowie stern-, kreuzförmige und lamellare Zwillinge. Er findet sich aber auch in Form feinkörniger Massen. Das in jeder Form undurchsichtige (opake) Mineral ist meist von stahlgrauer bis zinnweißer Farbe mit rosafarbener Tönung. Bekannt sind auch messinggelbe Ferroselite. Mit der Zeit läuft das Mineral an der Luft dunkel an und wirkt dann eher bronzefarben. Die Strichfarbe ist allerdings immer schwarz. Frische Mineralproben zeigen auf den Oberflächen einen lebhaften Metallglanz.
Nicht verwechselt werden darf Ferroselit mit dem Eisensilikat Ferrosilit.

## Etymologie und Geschichte
Die synthetisch hergestellte Verbindung FeSe2 ist seit 1938 bekannt. Davor ergaben Analysen des Zweistoffsystems Fe–Se von W. F. De Jong und H. W. V. Willems 1928 sowie Gunnar Hääg und Anna-Lisa Kindström 1933, dass darin keine stabile Phase mit der Zusammensetzung FeSe2 existiert, das heißt, die Verbindung ließ sich nicht durch einfaches zusammenschmelzen der Komponenten herstellen. Staffan Tengnér konnte schließlich nachweisen, dass Eisen und Selen in feinpulvriger Form vermischt und vier Monate lang auf eine Temperatur von 250 °C erhitzt, eine homogene FeSe2-Phase mit Markasit-Struktur bildeten.
Als natürliche Bildung wurde Eisendiselenid im autonomen Gebiet der Republik Tuwa (russisch Тувинской Автономной Области; englisch Tuvinsk Autonomous Territory) im russischen Föderationskreis Sibirien, genauer Südsibirien entdeckt. Die Analyse und Erstbeschreibung wurden von Je. S. Burjanowa, A. I. Komkow (russisch Е. З. Бурьянова, А. И. Комков) durchgeführt, die das Mineral nach dessen Zusammensetzung als Ferroselit bezeichneten. Die Publikation der Erstbeschreibung erfolgte 1955 im Zuge der Berichte der Akademie der Wissenschaften (russisch Доклады Академии наук Doklady Akademii Nauk) und wurde 1956 bei der Veröffentlichung der New Mineral Names im englischsprachigen Fachmagazin American Mineralogist bestätigt. Michael Fleischer versah die Kurzbeschreibung allerdings mit einem Diskussionshinweis, dass der Name unglücklich gewählt sei, da er leicht mit dem des Silikats Ferrosilit verwechselt werden könne.
Als genaue Typlokalität gilt die Lagerstätte Ust'-Uyuk (auch Ust' Uyuk) im Bezirk Turan mit Vanadium-Selen-Uran-Vererzungen in zementiertem Sandstein. Die Lagerstätte ist ebenfalls Typlokalität für das 1957 erstbeschriebene Mineral Cadmoselit.
Das Typmaterial des Minerals wird im Mineralogisches Museum, benannt nach A. J. Fersman (englisch Fersman Mineralogical Museum, Abkürzung FMM) in Moskau unter der Katalog-Nummer 69853 und im Bergbaumuseum der Staatliche Bergbau-Universität (englisch Mining Museum, Abkürzung MM) von Sankt Petersburg unter der Katalog-Nummer 46-2/1 aufbewahrt.
Da der Ferroselit bereits vor der Gründung der International Mineralogical Association (IMA) 1958 bekannt und als eigenständige Mineralart anerkannt war, wurde dies von ihrer Commission on New Minerals, Nomenclature and Classification (CNMNC) übernommen und bezeichnet den Ferroselit als sogenanntes „grandfathered“ (G) Mineral. Die ebenfalls von der IMA/CNMNC anerkannte Kurzbezeichnung (auch Mineral-Symbol) von Ferroselit lautet „Fse“.

## Klassifikation
In der veralteten 8. Auflage der Mineralsystematik nach Strunz gehörte der Ferroselit zur Mineralklasse der „Sulfide und Sulfosalze“ und dort zur Abteilung der „Sulfide mit M : S < 1 : 1“, wo er zusammen mit Frohbergit, Hastit (diskreditiert 2009), Kullerudit und Markasit die „Markasit-Reihe“ mit der System-Nr. II/C.07 bildete.
Im zuletzt 2018 überarbeiteten und aktualisierten Lapis-Mineralienverzeichnis nach Stefan Weiß, das sich im Aufbau noch nach dieser alten Form der Systematik von Karl Hugo Strunz richtet, erhielt das Mineral die System- und Mineral-Nr. II/D.20-020. In der „Lapis-Systematik“ entspricht dies ebenfalls der Abteilung „Sulfide mit dem Stoffmengenverhältnis Metall : S,Se,Te < 1 : 1“, wo Ferroselit zusammen mit Anduoit, Frohbergit, Iridarsenit, Kullerudit, Markasit, Mattagamit, Omeiit und Petříčekit die „Markasitgruppe“ mit der System-Nr. II/D.20 bildet.
Die von der International Mineralogical Association (IMA) zuletzt 2009 aktualisierte 9. Auflage der Strunz’schen Mineralsystematik ordnet den Ferroselit dagegen in die Abteilung der „Metallsulfide mit M : S ≤ 1 : 2“ ein. Diese ist allerdings weiter unterteilt nach dem genauen Stoffmengenverhältnis und den in der Verbindung vorherrschenden Metallen, so dass das Mineral entsprechend seiner Zusammensetzung in der Unterabteilung „M : S = 1 : 2, mit Fe, Co, Ni, PGE usw.“ zu finden ist, wo es zusammen mit Frohbergit, Kullerudit, Markasit und Mattagamit die „Markasitgruppe“ mit der System-Nr. 2.EB.10a bildet.
Auch die vorwiegend im englischen Sprachraum gebräuchliche Systematik der Minerale nach Dana ordnet den Ferroselit in die Klasse der „Sulfide und Sulfosalze“ und dort in die Abteilung der „Sulfidminerale“ ein. Hier ist er zusammen mit Anduoit, Frohbergit, Hastit, Kullerudit, Löllingit, Markasit, Mattagamit, Nisbit, Omeiit, Rammelsbergit, Safflorit und Seinäjokit in der „Markasitgruppe (Orthorhombisch: Pnnm)“ mit der System-Nr. 02.12.02 innerhalb der Unterabteilung „Sulfide – einschließlich Seleniden und Telluriden – mit der Zusammensetzung AmBnXp, mit (m+n) : p = 1 : 2“ zu finden.

## Chemismus
In der idealen (synthetisch hergestellten) Zusammensetzung von Ferroselit (FeSe2) besteht das Mineral aus Eisen (Fe) und Selen (Se) im Stoffmengenverhältnis von 1 : 2. Dies entspricht einem Massenanteil (Gewichtsprozent) von 26,12 Gew.-% Fe und 73,88 Gew.-% Se.
Die Analyse des Typmaterials aus der Lagerstätte Ust'-Uyuk ergab dagegen eine leicht abweichende Zusammensetzung von 27,87 Gew.-% Fe und 72,13 Gew.-% Se. Eine weitere analysierte Probe aus dem Steinbruch „Trogtal“ im Landkreis Goslar (Harz) in Niedersachsen lag mit 26,4 Gew.-% Fe und 74,0 Gew.-% Se ebenfalls nah an der Idealzusammensetzung, enthielt allerdings zusätzlich geringe Fremdbeimengungen von 0,1 Gew.-% Cobalt (Co) und 0,2 Gew.-% Kupfer (Cu).

## Kristallstruktur
Ferroselit kristallisiert in der orthorhombischen Raumgruppe Pnnm (Raumgruppen-Nr. 58) mit den Gitterparametern a = 4,80 Å; b = 5,78 Å und c = 3,58 Å sowie zwei Formeleinheiten pro Elementarzelle.
Die Kristallstruktur besteht aus Ketten von FeSe2-Oktaedern parallel der c-Achse [001], die über gemeinsam genutzte Kanten untereinander sowie durch gemeinsam genutzte S2-Dimere miteinander verbunden sind. Die S-S-Bindungen liegen alle parallel der Flächen (001), das heißt senkrecht zur c-Achse.
| Kristallstruktur von Ferroselit |
| --- |
| - mit Blickrichtung parallel zur a-Achse - mit Blickrichtung parallel zur b-Achse - mit Blickrichtung parallel zur c-Achse - räumliche Darstellung in der kristallographischen Standardausrichtung - als Polyeder-Modell in freier Achsenstellung |
| Farblegende: 0 _ Fe 0 _ Se |

## Modifikationen und Varietäten
Die Verbindung FeSe2 ist dimorph und kommt in der Natur neben dem orthorhombisch kristallisierenden Ferroselit noch als kubisch kristallisierender Dzharkenit vor.

## Bildung und Fundorte
Ferroselit bildet sich in zementierten Sandsteinen, Rotsandsteinen („Red Bed“) und Peliten, wo er oft vergesellschaftet mit anderen Sulfiden und Seleniden wie unter anderem Bornit, Chalkopyrit, Markasit, Pyrit und Sphalerit; Cadmoselit, Clausthalit und Cobaltomenit sowie gediegen Selen, Baryt (Bariumsulfat), Laumontit (Calcium-Alumosilikat) und Uraninit (Uranoxid).
Als seltene Mineralbildung konnte Ferroselit nur an wenigen Orten nachgewiesen werden, wobei weltweit bisher rund 60 Vorkommen dokumentiert sind (Stand 2023). Außer an seiner Typlokalität in der Lagerstätte Ust'-Uyuk in der Republik Tuwa trat das Mineral in der Russischen Föderation bisher nur noch in der ebenfalls in Sibirien liegenden Uran-Lagerstätte Malinovskoye (russisch Малиновское) in der Oblast Kemerowo auf.
In Deutschland konnte das Mineral bisher nur in der Fluorit-Grube Marienschacht bei Wölsendorf im bayerischen Landkreis Schwandorf (Oberpfalz), in den Gruben Roter Bär und Wennsglückt im Bergbaurevier Sankt Andreasberg sowie im Trogtal bei Lautenthal in Niedersachsen, in einem Grauwacke-Steinbruch bei Rieder (Ballenstedt) und im „Eine-Stollen“ bei Tilkerode in Sachsen-Anhalt sowie in der Uranerz-Ganglagerstätte Schlema-Alberoda und im Steinbruch Pansberg bei Horscha in Sachsen gefunden werden.
Weitere Fundorte liegen unter anderem in Argentinien, Brasilien, China, Finnland, Indien, Kasachstan, Tschechien und Teilen der Vereinigten Staaten (Colorado, New Mexico, Utah, Wyoming).